# 聖母戴冠 (ロレンツォ・モナコ)
『聖母戴冠』(せいぼたいかん、伊: Incoronazione della Vergine) は、イタリアの後期ゴシックの画家ロレンツォ・モナコによる、板にテンペラで描かれた多翼祭壇画であり、聖母戴冠の主題を中心に据えている。かつては、サンタ・マリア・デッリ・アンジェリのカマルドリ会修道院にあったが、現在はフィレンツェのウフィツィ美術館に収蔵されている。1413年2月の制作で、フィレンツェの暦（3月に始まった）では、1414年になる。

## 歴史
絵画は、15世紀初頭にアントニオ・ビッリによって言及されている。
16世紀後半に、絵画はアレッサンドロ・アッローリによる大きなカンヴァスの祭壇画に置き換えられた。『聖母戴冠』は19世紀に再発見され、サン・ピエトロ・アセレートのカマルドリ会修道院に悪い保存状態で収蔵されていたが、 1872年に絵画は額縁中に復元された。 1990年に、絵具の塗られた部分には貴重で、当時は高価だったラピスラズリが含まれていることが判明した。

## 概要
作品は、金色の彫刻が施された巨大な額縁に収められており、突き出た持ち送りに覆いのある3つの尖頭が置かれている。三つのアーチは、野菜のモチーフで飾られている。それらの上には3つの板絵（上部の額縁が失われている）があり、左から、受胎告知の天使、智天使の間の祝福するキリスト、そして受胎告知の絵画が描かれている。側面には、預言者が描かれた、端にねじれた柱がある2つの支柱がある。下部には裾絵 (プレデッラ) があり、聖ベネディクトとクレルヴォーの聖ベルナルドゥスの生涯のエピソードを表した6点の小さな絵画がある。
三つのアーチ内の中央の絵画は、天国に設定された聖母戴冠（青い星の帯でほのめかされている）を表している。側面には二列の聖人がおり、キリストと聖母の玉座の後ろには多数の天使がいる。
構図は混み入ったたものとなっているが、他のジョット風の絵画と同様に遠近法が欠けている。金地の背景は、ロレンツォの典型的な様式である。ルネサンスが花開きかけていた時代でありながら、精神主義を維持して、反自然主義の後期ゴシックの様式を保持している。